# Tiro del Pichón
Tiro del Pichón – stadion piłkarski istniejący w latach 1901–1913, znajdujący się w Madrycie. Był to pierwszy główny stadion Atlético Madryt w latach 1903–1913 oraz pierwszy obiekt Realu Madryt w latach 1901–1903.
Na tym stadionie zostały rozegrane 3 finały Pucharu Króla (1904, 1905 i 1910).
Inne nazwy stadionu to: Campo del Retiro, Campo de la Rana i Campo de Estrada.